# Vue
 Vue  es una población y comuna francesa, situada en la región de Países del Loira, departamento de Loira Atlántico, en el distrito de Nantes y cantón de Le Pellerin.

## Demografía
| 796 | 772 | 743 | 784 | 887 | 995 | 1416 | 1648 |
| Para los censos de 1962 a 1999 la población legal corresponde a la población sin duplicidades (Fuente: INSEE [Consultar]) |     |     |     |     |     |      |      |